# Odliv mozků
Odliv mozků (anglicky brain drain) nebo formálně odliv lidského kapitálu (anglicky human capital flight) je fráze označující jednosměrnou migraci inteligence, tj. vysoce vzdělaných a kvalifikovaných lidí. Hlavními důvody pro tento typ emigrace jsou nedostatek pracovních příležitostí, vidina lepších životních podmínek a vyšší kvality života, či politická situace daného státu. Termínem „Odliv mozků“ neoznačujeme pouze migraci mezistátní, ale také vnitrostátní, například z vesnic do měst, nebo i mezi městy. Zvláštní skupinou mezi migranty jsou vědci a akademici, pro které je hlavním důvodem k migraci především kvalita jednotlivých výzkumných pracovišť a jejich týmů.

## Původ
Termín odliv mozků vznikl po druhé světové válce v roce 1950 v Anglii jako označení pro emigraci vědců a technicky vzdělaných lidí z poválečné Evropy (především z Velké Británie) do Severní Ameriky za podstatně lepšími pracovními i životními podmínkami. Později docházelo k odlivu mozků především ze zemí třetího světa a z bývalého východního bloku socialistických zemí (mezi které patřilo i bývalé Československo).

## Dopady odlivu mozků
Odliv mozků má především negativní dopady na zemi poskytující vzdělání těmto migrantům. Mezi tyto dopady patří například „nerovnováha v systému“, která způsobuje značný nedostatek odborníků v daném odvětví. Jako další negativní dopad můžeme uvést depopulaci dané země. Z těchto důvodů je vyvíjena ustavičná snaha o návrat inteligence.
Odliv mozků však může přinést i určitá pozitiva. V některých případech dlouhodobí emigranti komunikují se zemí původu. „Tato kvalifikovaná diaspora se může stát významným zprostředkovatelem výsledků zahraničního výzkumu a multiplikátorem výzkumu domácího.“
Opakem odlivu mozků je termín příliv mozků (anglicky brain gain), tj. přiliv lidského kapitálu. Ten má na rozdíl od odlivu především pozitivní dopady, jak pro danou zemi, tak i pro dotyčnou osobu. Emigranti v zahraničí získají odborný růst (například znalost světových jazyků), rozvoj osobnosti, vyšší sebevědomí, lepší následné uplatnění a vytvoření zahraničních kontaktů. Cílová země emigrantů získá dodatečnou pracovní sílu, zaměstnáním zahraničních pracovníků sníží náklady na produkci a umožní větší specializaci domácího obyvatelstva. Podle některých kritiků ovšem intenzivní příliv mozků ze zahraničí oslabuje motivaci domácích studentů a způsobuje závislost na vzdělaných imigrantech. Také se může stát, že domácí obyvatelstvo bude na trhu práce soupeřit s migranty, kteří jsou ochotni pracovat za nižší mzdu.
Má-li migrace obousměrný charakter (anglicky brain exchange), dochází kromě odlivu domácích odborníků do zahraničí zároveň k přílivu zahraničních profesionálů, takže zisky a ztráty se víceméně vyrovnávají. Jedná-li se o migraci dočasnou (anglicky brain circulation), vzdělaní lidé ze země odejdou, nicméně se po čase vrátí navíc s novými zkušenostmi či vzděláním.

## Odliv mozků z ČR
Největší vlna emigrace vědců zasáhla Československo v letech 1948–1989, především z politických důvodů. Během této doby emigrovalo zhruba 560 tisíc osob. Další hromadná emigrace nastala po listopadu 1989 po pádu komunistického režimu, kdy do ciziny odešlo přes 200 000 Čechů. V současné době ve světě žije zhruba 2,2 milionu lidí s českým původem.
Jedním z hlavních problémů odlivu mozků z České republiky můžeme najít především v oblasti zdravotnictví. Lékařský personál často emigruje směrem na Západ, především do Německa za vidinou vyššího platového ohodnocení a v ČR pak není dostatek kvalifikovaných a zkušených lékařů. Ačkoli se od roku 2000 rozdíly v úrovni výdělků kontinuálně snižují, zůstává výdělek v zahraničí značnou motivací. Odliv mozků z ČR je mírněn příchodem kvalifikovaných pracovníků z jiných zemí. V roce 2019 tak v Česku pracovalo přes 3 200 lékařů ze zahraničí, převážně ze Slovenska a Ukrajiny.
Zamezit migraci vysoce kvalifikovaných odborníků ze země a zvýšit šanci na jejich návrat lze buď zlepšením návratových pracovních podmínek, nebo je přesvědčit, že o ně je velký zájem. Například je pravidelně informovat o nabídce pracovních míst v ČR, o novinkách ve vědě a výzkumu, změnách důležitých zákonů a o legislativních možnostech podnikání. „Při nemožnosti dosažení srovnatelných výdělků se zahraničím je třeba se zaměřit alespoň na srovnatelnou úroveň podmínek práce.“

### Čeští migranti v Rakousku po roce 1989
Původně zamýšlená délka pobytu se pohybovala v rozmezí 3 až 5 let, zatímco průměrná doba činila 12 let. V Rakousku jsou významné rozdíly v pracovních podmínkách. Mezí výhody patří: vyšší úroveň příjmu, výhodnější sociální zabezpečení, výhody placených přesčasů, delší dovolená, klouzavá pracovní doba, vyšší úroveň firemní kultury, lepší vybavení rakouských zdravotnických zařízení, lepší pečovatelské služby, méně administrativní práce pro lékaře. Nevýhody naopak jsou vyšší pracovní zátěž a ztížené možnosti pracovního uplatnění v případě ztráty pracovního místa.

### Čeští migranti ve Francii po roce 1989
Francie má čtvrtou nejpočetnější českou diasporu v Evropě a osmou největší na světě. Pravděpodobně nejpřitažlivější region z hlediska studijních a pracovních příležitostí je okolí Paříže.
O úplném návratu uvažuje zhruba třetina mladých. Důvodem pro návrat jsou převážně rodinné důvody, společenské a kulturní souznění a snaha uplatnit znalosti a zkušenosti získané v zahraničí v České republice. Motivace osob, jež návrat nezvažují, jsou například profesní nebo rodinné závazky v zahraničí a nespokojenost s českou politickou situací.